# Johann von Dallwitz
Johann von Dallwitz, ( 29 septembre 1855 - 2 août 1919 à Bosse) est un homme politique, d'abord au service de la principauté d'Anhalt puis de la Prusse.

## Biographie
Johann Nicolas Michael Louis von Dallwitz naquit le 29 septembre 1855 à Breslau, en province de Silésie. Il appartenait à la branche Dallwitz des Scoffs, une famille de vieille noblesse, et il était le neveu de Sigismund von Dallwitz (de), avocat et membre du Parlement de Francfort. Son père était Wolff Friedrich Johannes von Dallwitz (de), seigneur de Groß-Leipe, Mangschütz et autres lieux ainsi que chambellan de Prusse et sa mère Franziska (Fanny) Ottlilie Charlotte baronne von Plotho. Il passa sa jeunesse dans la propriété de ses parents, à Groß Leipe, en Silésie. Il avait quatre sœurs : Fanny, Anna von Lattorf, Marie Eva et la comtesse Madeleine von Roedern. Lui-même ne devait pas se marier et resta sans enfant.
Après le lycée Vitzthum de Dresde, il fit des études de droit à Bonn où, en 1876, il devint membre du Corps Borussia Bonn puis à Strasbourg. De 1886 à 1899, Johann von Dallwitz est administrateur de l'arrondissement de Lüben. En 1894, il fut élu sous l’étiquette conservateur à la Chambre des représentants de Prusse pour la circonscription électorale de Liegnitz 3 et fut réélu pour la 19e législature. Lorsqu’il se prononça contre la construction du Mittellandkanal en 1899 dans ce qu’on a appelé la rébellion anticanal, son comportement lui valut une mise en disponibilité en tant qu’administrateur de district.
Plus tard, il devient membre du Regierungsrat à Posen, promotion qui l’obligea à démissionner de la Chambre des représentants le 7 janvier 1900. En 1902, il est nommé ministre d'État de la principauté d'Anhalt. Poursuivant une brillante carrière, il fut nommé haut président de la province de Silésie en 1909. De 1903 jusqu'à 1909, il fut en outre ministre-président de la principauté d'Anhalt et, de 1910 à 1914 ministre de l'intérieur de la Prusse. Après un conflit avec le chancelier impérial Theobald von Bethmann Hollweg au sujet de la réforme de la loi électorale, au cours duquel il avait adopté une position conservatrice, il démissionna de son poste.
En 1914, à la suite de l'Incident de Saverne, l'empereur Guillaume II se vit obligé de nommer un nouveau gouverneur à la tête de l'Alsace-Lorraine. Il nomma Dallwitz Reichsstatthalter de la province, en remplacement du comte Karl von Wedel.
Il fut l’un des rares politiciens haut placés de son époque à se montrer critique vis-à-vis du génocide arménien, ce qui aboutit presque à une altercation en 1917, entre lui d’une part et le prince héritier turc Mehmed VI et Mustafa Kemal Atatürk d’autre part lors de leur visite à Strasbourg. Au cours d’un dîner, il parla des Arméniens comme « d’excellentes gens » et exprima son mécontentement devant les violences des Turcs à leur égard. Atatürk raconta lui-même qu’il avait ainsi réagi : « Qu’est-ce qui vous fait parler en faveur des Arméniens, gens qui prétendent avoir existé [en tant que nation] je ne sais à quelle époque et à quel moment, et qui une fois de plus pour prouver cette existence trompent le monde au détriment d’une Turquie qui est votre alliée et qui pour cette alliance met en jeu toute son existence tant matérielle que spirituelle? »
Pendant son mandat en Alsace-Lorraine von Dallwitz avait tenté de réaliser le rattachement du Reichsland à la Prusse, le statut constitutionnel de Reichsland lui semblant intenable. Cependant, la Première Guerre mondiale empêcha cette solution qui aurait entraîné une nouvelle escalade du conflit entre l’Alsace-Lorraine et la Prusse, puisqu’il fallut rappeler le gouverneur le 14 octobre 1918.